# Петров, Валери
Валери Нисимов Петров (настоящее имя Валери Нисим Меворах; 22 апреля 1920 — 27 августа 2014) — болгарский прозаик, поэт и переводчик еврейского происхождения. Академик Болгарской академии наук (2003).

## Биография
Родился 22 апреля 1920 года в Софии в еврейско-болгарской семье. Отец Нисим Меворах — выдающийся юрист, специалист в области семейного права, адвокат, общественный деятель и дипломат, в 1945—1947 посол в США, представитель Болгарии в ООН, автор книги о Пейо Яворове. Мать Мария Петрова — учительница французского языка в столичных гимназиях. Она родилась в Варне, и там, на улице Славянской, Валери проводил каникулы. В 1939 году Валерий Петров окончил столичный Итальянский лицей (гимназический курс). Крестившись в софийской церкви евангелистов, профессор Нисим Меворах и его жена стали протестантами и решили, что сын будет зваться Валери Нисимов Петров.
В 15 лет Валери Петров опубликовал свою поэму «Птицы на север» (болг. Птици към север), в 1936 году его стихи вышли в журнале «Ученически подем» («Ученический взлет»), а в 1938 году вышла первая книга «Птицы на север» под псевдонимом Асен Раковский. В дальнейшем он подписывает литературные произведения фамилией матери (Петров).
Впоследствии он создал поэмы «Палечко» («Мальчик-с-пальчик»), «На път» («В дороге»), «Ювенес дум сумус», «Край синьото море» («У края моря синего»), «Тавански спомен» («Воспоминание с чердака») и цикл стихов «Нежности» («Нежность»).
В 1944 году Петров окончил медицинский факультет Софийского университета, некоторое время вёл врачебную практику.
Осенью и зимой 1944 года, после того, как Болгария перешла на сторону антигитлеровской коалиции, работал на Софийском радио. В 1947—1950 годах — атташе по печати и культуре болгарского посольства в Италии. После этого — профессиональный литератор. В 1945—1962 гг. заместитель главного редактора сатирического журнала «Шершень» (болг. Стършел).
Автор многочисленных стихотворных сборников, из которых наиболее известна поэма «Погожей осенью» (болг. В меката есен; 1960, Димитровская премия). Высокое международное признание получила книга для детей «Пять сказок» (болг. Пет приказки). Перевёл на болгарский язык четырёхтомное собрание пьес Уильяма Шекспира (1970—1974), произведения Редьярда Киплинга, Джанни Родари и др. Автор сценария четырёх художественных фильмов, в том числе «Йо-хо-хо».
Еще со школьных лет он имел левые взгляды и был социалистом. Его творчеству присущи острая социальная направленность, ироничность, непризнание авторитетов, отказ так называемого ура-патриотизма. Показательными в этом плане являются стихи «Весенняя прогулка» и «Японский остров». В первом из них Валерий Петров показал тёмные стороны жизни в предвоенной Болгарии. Во втором — подверг критике фильм «Голый остров» известного кинорежиссера Канэто Синдо. Валерий Петров был убежденным антифашистом и никогда не забывал о своем еврейском происхождении (Напр., «Еврейски смешки», («Еврейские анекдоты»)).
В 1991 году  был избран депутатом VII Великого Народного собрания Болгарии, принявшего новую Конституцию страны.
В 1996 году удостоен Международной премии имени Христо Ботева.
Награждён орденом «Стара-планина» I степени (2000), Премией имени Христо Данова за вклад в болгарскую литературу (2006), орденом Святого Паисия Хилендарского (2007).
Скончался 27 августа 2014 года в Софии.